# Villano rico
Labrador o villano rico es una categoría social dentro del estamento popular en el Antiguo Régimen español y cuyo estereotipo está estrechamente vinculado al ideal social de cristiano viejo orgulloso de su honra. Aunque poco numerosos, alcanzaron una importancia creciente según se acentuó la crisis del siglo XVII. Se refleja en un personaje característico de varias obras de la literatura clásica española del Siglo de Oro.
Mientras que labrador es, genéricamente, la "persona que posee hacienda de campo y la cultiva por su cuenta"; villano lo es el "vecino o habitador del estado llano en una villa o aldea, a distinción de noble o hidalgo". A diferencia de los campesinos sometidos al régimen feudal (siervos), que en España es de definición problemática, los villanos son hombres libres, especialmente cuando residen en tierras de realengo, aunque también se da su condición en los señoríos. En el régimen municipal eligen un alcalde del estado llano (mientras que los hidalgos eligen un alcalde del estado noble). Fiscalmente son pecheros, y el más rico de ellos es el llamado "excusado" (por ser los diezmos de su hacienda destinados al rey y no a la Iglesia).
La ideología dominante determinaba que tanto la condición de "rico" como la de "honrado" fueran casi un oxímoron cuando se las asociaba a un "rústico".

## Literatura
Está representado en los personajes literarios Peribáñez (Lope de Vega, Peribáñez y el Comendador de Ocaña), Pedro Crespo (Pedro Calderón de la Barca, El alcalde de Zalamea) o Camacho "el rico" (Miguel de Cervantes, Don Quijote de la Mancha).